# Maigret et la Vieille Dame
Maigret et la vieille Dame est un roman policier de Georges Simenon publié en 1950 par les éditions Presses de la Cité. Il fait partie de la série des Maigret.
L'écriture de ce roman s'est déroulée entre les 29 novembre et 8 décembre 1949 à Carmel-by-the-Sea (Californie), au bord de l'océan Pacifique, soit à quelque 8 900 km d'Étretat où se déroule l'action.

## Résumé
Maigret a reçu dans son bureau de la P.J. la visite d'une vieille dame, Valentine Besson, qui habite Étretat. Elle est venue lui raconter que sa bonne, Rose, est morte empoisonnée, après avoir bu le somnifère qui lui était destiné. Simultanément son beau-fils Charles, député de la Seine-Inférieure craignant un scandale, alerte le cabinet du ministre qui se tourne vers le directeur de la P.J. Celui-ci demande à Maigret si ça le tenterait de passer quelques jours à la mer ? Réponse affirmative de Maigret qui se rend sur place dès le lendemain. Il apprend à connaître la famille de Valentine : la vieille dame a deux beaux-fils, Charles, le député, et le oisif Théo ; elle a aussi une fille d'un premier mariage, Arlette. Qui parmi eux peut bien en vouloir à la vieille dame, qui a perdu toute sa fortune et se contente de vivre paisiblement dans sa modeste villa ?

## Pour aller plus loin
À Étretat, un dimanche soir, les enfants de Valentine Besson sont réunis autour de leur mère pour fêter son anniversaire. Au cours de la nuit, Rose Trochu, la servante, meurt empoisonnée après avoir bu un verre d'eau censé contenir des somnifères et destiné à Valentine. C'est du moins ce qu'affirme la vieille dame à Maigret lorsque, prétendant avoir échappé à la mort de justesse, elle fait appel à lui pour découvrir l'assassin. 
La cupidité ne peut pas être le mobile de cette tentative d'assassinat, puisque la fortune de Valentine, autrefois confortable, se réduit aujourd'hui à sa maison et à des répliques sans valeur de bijoux, répliques exactes de la fabuleuse collection qu'elle possédait jadis, du temps où son mari pharmacien, devenu industriel, s'enrichissait par la production massive d'une crème de beauté qu'il avait inventée. Les soupçons se portent sur les enfants de la vieille dame, et surtout sur Arlette et Théo, qui ont une vie privée assez trouble. Cependant, parmi les objets personnels de Rose, Maigret découvre une bague qu'elle aurait dérobée à sa maîtresse, et cette bague est sertie d'une émeraude véritable. 
Maigret va devoir intervenir rapidement, car un second crime vient d'être commis dans la maison : Valentine a tué d'une balle dans la tête un « rôdeur », qui se révèle n'être autre que le frère de Rose, Henri Trochu. Maigret a désormais tous les éléments en main pour reconstituer ce qui s'est passé et découvre que les bijoux de Valentine, en fait de répliques, sont bien authentiques et de grande valeur, et cela Rose l'avait compris. Valentine a donc résolu de supprimer Rose, témoin gênant, par un habile stratagème qui l'innocente, en se basant sur l'attrait compulsif de sa servante pour les médicaments. Cependant Théo, beau-fils de Valentine et ami intéressé de la servante, avait lui aussi compris l’authenticité des bijoux et représentait donc un nouveau danger. Pour le neutraliser, Valentine l'avait attiré chez elle et avait tiré sur lui dès son arrivée. Mais Théo, méfiant et retors, avait envoyé Henri Trochu en éclaireur à sa place : c'est donc le frère de Rose que Valentine a abattu, causant ainsi sa propre perte.

## Fiche signalétique de l'ouvrage

### Cadre spatio-temporel

#### Espace
Étretat. Références à Yport, Fécamp, Le Havre et Paris. 

#### Temps
Époque contemporaine ; l’enquête se déroule les mercredi 6 et jeudi 7 septembre.

### Les personnages

#### Personnages principaux
Le Commissaire Maigret (Maigret) 
Valentine Besson (la « vieille dame »), veuve du pharmacien Ferdinand Besson, dont la fortune est aujourd’hui dilapidée. Une fille et deux beaux-fils. 

#### Autres personnages
- Arlette, fille d’un premier mariage de Valentine, épouse de Julien Sudre, dentiste parisien.
- Charles, fils d’un premier mariage de Ferdinand Besson, député de la Seine-Inférieure, quatre enfants.
- Théo, également fils du premier mariage de Ferdinand Besson, célibataire, noceur, sans profession déterminée.
- Rose Trochu, fille de pêcheurs d’Yport, servante, 23 ans, la victime.
- Henri Trochu, pêcheur, frère de Rose, seconde victime.
- L'inspecteur Castaing, déjà sur place pour l'enquête, aide et véhicule Maigret dans sa petite Simca noire.

## Éditions
- Édition originale : Presses de la Cité, 1950
- Livre de Poche, n° 14907, 2000  (ISBN 978-2-253-14907-1)
- Tout Simenon, tome 4, Omnibus, 2002  (ISBN 978-2-258-06045-6)
- Tout Maigret, tome 4, Omnibus, 2019  (ISBN 978-2-258-15045-4)

## Adaptations
- The Old Lady, téléfilm anglais d'Eric Taylor, avec Rupert Davies, diffusé en 1960.
- Sous le titre (en russe : Мегрэ и старая дама) [1], téléfilm soviétique réalisé par Viatcheslav Vladimirovitch Brovkine (ru) avec Boris Tenine dans le rôle du commissaire Maigret, diffusé en 1974 à la télévision.
- Sous le titre Maigret et la Dame d'Etretat, téléfilm français de Stéphane Bertin, avec Jean Richard (Commissaire Maigret), Simone Valère (Valentine Besson), Victor Garrivier (Théo Besson), diffusé en 1979.
- Maigret et la vieille dame, téléfilm franco-belge de David Delrieux, avec Bruno Cremer, (Commissaire Maigret), Odette Laure (Valentine Besson), Béatrice Agenin (Arlette). Diffusé en 1994.

## Source
- Maurice Piron, Michel Lemoine, L'Univers de Simenon, guide des romans et nouvelles (1931-1972) de Georges Simenon, Presses de la Cité, 1983, p. 318-319  (ISBN 978-2-258-01152-6)